# Brasão de Blumenau

Brasão do município de Blumenau.

O brasão de Blumenau é um dos símbolos oficiais do município de Blumenau, Santa Catarina. Foi idealizado e desenhado pelo historiador Afonso d'Escragnolle Taunay e é utilizado em todos os papéis, talões, selos, placas etc., tanto da Prefeitura como da Câmara Municipal.
Foi adotado por lei da Câmara Municipal em 1936, durante a gestão de Alberto Stein; tendo a Constituição Federal de 1937 proibido o uso de brasões e bandeiras estaduais e municipais, somente foi restabelecido através da Lei Municipal nº 19, de 21 de junho de 1948.

## Intepretação
O brasão é formado por um escudo do tipo português. Sobre o escudo há uma coroa mural amarela, com três torres completas visíveis (sendo 6 no total), que representa o valor de município.
Os tenentes (como são chamadas as figuras que suportam o escudo) representam, à esquerda, o fundador da cidade, Dr. Hermann Bruno Otto Blumenau, segundo fotografia de 1860, e, à direita, um machadeiro com seu machado, a partir de uma fotografia de colono do mesmo ano.
O escudo é dividido em seis partes (representando os Estados alemães que trouxeram um maior contingente de emigrações), com o acréscimo de um escudete no centro. As seis partes são constituídas da seguinte forma:⁣
- No ângulo superior esquerdo, em fundo vermelho há um leão-leopardo amarelo, representando Braunschweig, a pátria do Dr. Blumenau, e Württemberg. À direita, em fundo branco está uma águia vermelha, segurando um cetro na esquerda e uma espada na direita, representando os estados da Prússia e do Tirol.
- No canto inferior esquerdo, em fundo listrado amarelo e preto, uma faixa verde, representando a bandeira da Saxônia. No canto inferior direito, em fundo branco, um leão azul, representando o estado alemão da Baviera.
- A parte central do escudo representada a fusão teuto-brasileira, fundindo peças germânicas com pertencentes das armas brasileiras e catarinenses. No ângulo central esquerdo, em fundo azul está a parte principal das Armas Nacionais Brasileiras. Já à direita, também em azul, símbolos do antigo escudo de Santa Catarina: a “roda anavalhada de Santa Catarina”, a âncora e a chave de prata cruzadas, todas as três peças em prata.
- O escudete central, sobreposto ao todo, constitui as “armas falantes” de Blumenau, o que significa “campo de flores”. Possui fundo azul e cinco estrelas amarelas representando a constelação do Cruzeiro do Sul, o campo de flores à margem de um rio branco (no caso, o Rio Itajaí-Açu).

Abaixo do escudo, há uma faixa em azul com a inscrição: Pro Sancta Catharina Et Brasilia (“Por Santa Catarina e Pelo Brasil”). Atrás da faixa, uma roda dentada de engrenagem de ferro, representando a grande indústria blumenauense que cresce no parque industrial brasileiro.